# Born Again (Lisa)
Born Again è un singolo della rapper thailandese Lisa, pubblicato il 6 febbraio 2025 come quarto estratto dal primo album in studio Alter Ego.

## Pubblicazione
In un'intervista per Audacy nell'ottobre 2024, Lisa ha dichiarato che lavorare con Doja Cat sarebbe stato il suo «prossimo obiettivo». A gennaio 2025, durante un episodio per NRJ, ha anticipato che il suo prossimo singolo sarebbe stato in collaborazione con un'artista che aveva già espresso il desiderio di affiancare.
Il 24 gennaio, Lisa, Doja Cat e Raye hanno condiviso su Instagram una foto in cui posano insieme con eleganti abiti neri, annunciando il loro singolo, in uscita il 6 febbraio. Da allora, Lisa ha pubblicato diversi video su TikTok con un breve estratto del ritornello della canzone. Il 3 febbraio ha svelato la copertina del singolo, che raffigura le tre artiste in abiti neri all'interno di una cornice.

## Descrizione
Il brano, che vede la partecipazione della rapper statunitense Doja Cat e della cantautrice britannica Raye, è stato prodotto da quest'ultima insieme a Andrew Wells. È composto in chiave Do diesis maggiore e ha un tempo di 115 battiti per minuto.

## Video musicale
Il video, diretto da Bardia Zeinali, è stato reso disponibile in concomitanza con l'uscita del pezzo attraverso il canale YouTube della Lloud. Su Instagram, Lisa ha condiviso che «questo video è un tributo alle donne potenti nella storia e a tutte voi».
È finito in lizza per l'MTV Video Music Award al miglior video K-pop.

### Sinossi
La clip inizia con l'immagine di un orologio a pendolo che segna all'indietro, seguito da un breve testo che definisce il titolo della canzone come «la trasformazione in una Nuova Donna (in riferimento a New Woman) che abbraccia la sua libertà per diventare la persona che desidera essere». Lisa, Doja e Raye sono poi presentate su un elegante divano dorato in una stanza in bianco e nero, indossando outfit neri e glamour. Cantano insieme mentre si rilassano nel soggiorno di una villa moderna. Inizialmente vestite con abiti neri da lutto, il trio si libera delle loro vecchie identità e appare con abiti bianchi eterei, con pezzi di armatura d'argento.

## Altri usi
Prima della sua uscita, la canzone è stata anticipata in un trailer della terza stagione della serie The White Lotus.

## Tracce
Testi e musiche di Amala Zandile Dlamini, Andrew Wells, Anthony Rossomando e Rachel Keen.
1. Born Again (feat. Doja Cat & Raye) – 3:51

## Formazione
- Lisa – voce
- Doja Cat – voce aggiuntiva
- Raye – voce aggiuntiva, produzione
- Andrew Wells – pianoforte, programmazione, chitarra, sintetizzatore, clarinetto, basso, produzione, ingegneria del suono
- James Burkholder – strumenti a corda
- Victor Le Masne – strumenti a corda
- Demian Arriaga – percussioni
- Eli Goss – pianoforte
- Cassidy Turbin – tamburo
- Matt Kirkwood – basso
- Șerban Ghenea – missaggio
- Randy Merrill – mastering
- Bryce Bordone – assistenza al missaggio
- Jelli Angelica Dorman – assistenza tecnica vocale
- Fermin Suero Jr – assistenza tecnica vocale
- Alex Robinson – assistenza tecnica vocale
- Kuk Harrell – produzione vocale
- Jon Yeston – ingegneria del suono
- Quentin Andrianasitera – assistenza all'ingegneria del suono

## Successo commerciale
Born Again ha esordito al 13º posto della Official Singles Chart con 21 303 unità, segnando il primo ingresso da solista di Lisa nella top 40 britannica. È stata la prima canzone in assoluto a fare l'esordio direttamente in vetta alla Official Thailand Chart dell'International Federation of the Phonographic Industry, in seguito al lancio della classifica avvenuto nel gennaio 2025.

## Classifiche
| Classifica (2025) | Posizione massima |
| ----------------- | ----------------- |
| Arabia Saudita    | 19                |
| Australia         | 48                |
| Austria           | 25                |
| Brasile           | 77                |
| Bulgaria          | 10                |
| Canada            | 53                |
| Corea del Sud     | 192               |
| Estonia           | 47                |
| Filippine         | 20                |
| Francia           | 62                |
| Germania          | 39                |
| Grecia            | 20                |
| Irlanda           | 35                |
| Kazakistan        | 35                |
| Libano            | 18                |
| Lituania          | 33                |
| Malaysia          | 13                |
| Nigeria           | 75                |
| Nuova Zelanda     | 36                |
| Paesi Bassi       | 69                |
| Polonia           | 62                |
| Portogallo        | 46                |
| Regno Unito       | 13                |
| Russia            | 101               |
| Singapore         | 7                 |
| Stati Uniti       | 68                |
| Svezia            | 66                |
| Svizzera          | 40                |
| Taiwan            | 19                |
| Thailandia        | 1                 |
| Vietnam           | 13                |

## Date di pubblicazione
| Paese                 | Data             | Formato                      | Versione                                                      | Etichetta  | Nota   |
| --------------------- | ---------------- | ---------------------------- | ------------------------------------------------------------- | ---------- | ------ |
| Mondo                 | 6 febbraio 2025  | Download digitale, streaming | Originale                                                     | Lloud, RCA | [ 30 ] |
| Italia                | 7 febbraio 2025  | Contemporary hit radio       | Originale                                                     | Sony Italy | [ 31 ] |
| Stati Uniti d'America | 7 febbraio 2025  | Contemporary hit radio       | Originale                                                     | RCA        | [ 32 ] |
| Mondo                 | 25 febbraio 2025 | Download digitale, streaming | Purple Disco Machine remix, Purple Disco Machine extended mix | Lloud, RCA | [ 33 ] |